# Koryfes Orous Kyllini (Ziria) Kai Charadra Flampouritsa
Koryfes Orous Kyllini (Ziria) Kai Charadra Flampouritsa este o arie protejată (arie specială de conservare — SAC, sit de importanță comunitară — SCI) din Grecia întinsă pe o suprafață de 23.268,61 ha, integral pe uscat.

## Localizare
Centrul sitului Koryfes Orous Kyllini (Ziria) Kai Charadra Flampouritsa este situat la coordonatele 37°57′40″N 22°27′16″E / 37.961109°N 22.45458°E.

## Înființare
Situl Koryfes Orous Kyllini (Ziria) Kai Charadra Flampouritsa a fost declarat sit de importanță comunitară în august 1996 pentru a proteja 1 specie de plante și 1 specie de animale. Situl a fost protejat și ca arie specială de conservare în martie 2011.

## Biodiversitate
Situată în ecoregiunea mediteraneană, aria protejată conține 13 habitate naturale: Râuri mediteraneene cu debit intermitent, cu specii de Paspalo-Agrostidion, Lande oro-mediteraneene cu formațiuni endemice de grozamă, Matorral arborescenți cu Juniperus spp., Formațiuni ierboase bogate în specii de Nardus, dezvoltate pe substraturi silicioase în zone montane (și în zone submontane, în Europa continentală), Grohotișuri est-mediteraneene, Pante stâncoase calcaroase cu vegetație casmofită, Peșteri inaccesibile publicului, Păduri panonice-balcanice de stejar turcesc - stejar sesil, Păduri de Platanus orientalis și Liquidambar orientalis (Platanion orientalis), Păduri de Quercus ilex și Quercus rotundifolia, Păduri de pin (sub-) mediteraneene cu pini negri endemici, Păduri de pin mediteraneene cu pini mezogeni endemici, Păduri endemice cu Juniperus spp..
La baza desemnării sitului se află mai multe specii protejate:
- plante (1): Globularia stygia
- mamifere (1): vidră de râu (Lutra lutra)

Pe lângă speciile protejate, pe teritoriul sitului au mai fost identificate 87 de specii de plante, 9 specii de mamifere.